# Wojniłowicz
Wojniłowicz (Wojniłłowicz) – polski herb szlachecki, odmiana herbu Syrokomla.

## Opis herbu
Kasper Niesiecki podaje, "że powinna być strała prosto żeleźcem na dół obrócona, a na wierzchu u góry od piór tak rozdarta na obiedwie strony, że wyraża literę W wywróconą, takim kształtem jak w herbie Syrokomla, na helmie trzy pióra strusie: to z pieczęci domu tego.".
Tadeusz Gajl, za Chrząńskim i Niesieckim, przytacza wariant tego herbu, opisany jako Wojniłowicz II. Różni się on godłem - jest nim łękawica na opak z zaćwieczoną u dołu strzałą.
Powyższy opis pochodzi od Tadeusza Gajla, który oparł się o ustalenia Emiliana Szeligi-Żernickiego i Chrząńskiego.
Inny opis z wykorzystaniem zasad blazonowania, zaproponowanych przez Alfreda Znamierowskiego:
W polu czerwonym na łękawicy srebrnej zaćwieczone takież strzała żeleźcem na dół, na wierzchu od piór rozdarta. W hełmie trzy pióra strusie. Labry czerwone, podbite srebrem.

## Herbowni
Tadeusz Gajl wymienia dwa rody herbownych:
Wojniłłowicz (Wojniłowicz, Woyniłłowicz), Hoszewski.

### Znani herbowni
- Teodozjusz (Feodosij) Wojniłłowicz – archimandryta Ławry Pieczerskiej ok. 1490[3].
- Gabriel Wojniłłowicz – rotmistrz i pułkownik królewski, brał udział w walkach przeciw Kozakom, Moskwie, Szwedom.
- Józef Wojniłłowicz – pułkownik Pułku Huzarów Jego Imperatorskiej Wysokości Księcia Leuchtenbergskiego(inne języki) (później 9 Kijowskiego Pułku Huzarów(inne języki)), zginął w bitwie pod Bałakławą w 1854[potrzebny przypis].
- Edward Woyniłłowicz – polski i białoruski działacz społeczny i gospodarczy.